# Carl Gottlieb Glöckner
Carl Gottlieb Glöckner auch Karl bzw. Carolus Gottlieb (* 28. Oktober 1744 in Arnsfeld; † 5. August 1826 in Annaberg), war ein deutscher evangelischer Theologe, Magister und Bergprediger.

## Leben
Carl Gottlieb Glöckner war der Sohn des Bergpredigers und Superintendenten von Annaberg Christian Gottlieb Glöckner und dessen Ehefrau Johanna Sophia geb. Mack. Um Theologie zu studieren, ging er 1763 an die Universität Leipzig, wo er 1766 auch als Respondent tätig war und den Grad Magister erlangte. 1772 erhielt er die Pfarrstelle in Arnsfeld und wurde nach acht Jahren durch das Bergamt von Annaberg zum Bergprediger berufen. 1816 feierte er Magisterjubiläum und erhielt ein Magisterdiplom. 1822 beging er sein Amtsjubiläum und hielt seine letzte Predigt. Zu diesem Anlass wurde er mit der goldenen Ehrenmedaille und dem Ehrenmitgliedsdiplom der mineralogischen Societät zu Jena ausgezeichnet. 
Carl Gottlieb Glöckner starb im 82. Lebensjahr nach 54 Amtsjahren. Die Rede zu seinem Begräbnis hielt der Superintendent Karl Heinrich Gottfried Lommatzsch.

## Familie
Carl Gottlieb Glöckner heiratete 1774 in Alt-Leisnig Johanna Maria Sophia Mende:
- Carl Maximilian Glöckner (* 1775; † 1829), Hospitalprediger zu Annaberg, Pastor zu Geyersdorf und Kleinrückerswalde;[3] ⚭ 1802 Christiana Elisabeth Gensel
- Johanna Concordia Dorothea Glöckner (* 14. Juli 1792 in Annaberg); ⚭ 28. Oktober 1816 in Annaberg Christian Friedrich Glumann, Kauf- und Handelsmann, Bürgermeister zu Annaberg

## Werke (Auswahl)
- Der mit Danken und Beten zu den Vorhöfen seines Gottes eingehende christliche Bergmann : Eine Bergpredigt, am Fastnachtstage den 27. Februar 1781 über Psalm 106, I. 2. 3. 4. 5. in der Hauptkirche zu St. Annenberg gehalten; und, auf besonderes Verlangen, dem Druck übergeben Annaberg: Friese, 1781
- Specimen Animadversionum Ad Locum Paulli Rom. VIII, 19-23 Annabergae : Officina Frisia, 1770
- Specimen Observationvm Philologicarvm Ad Carmen Davidis Trigesimvm Sextvm Bahrdt, Lipsiae : Breitkopf, 1766